# Allington Castle

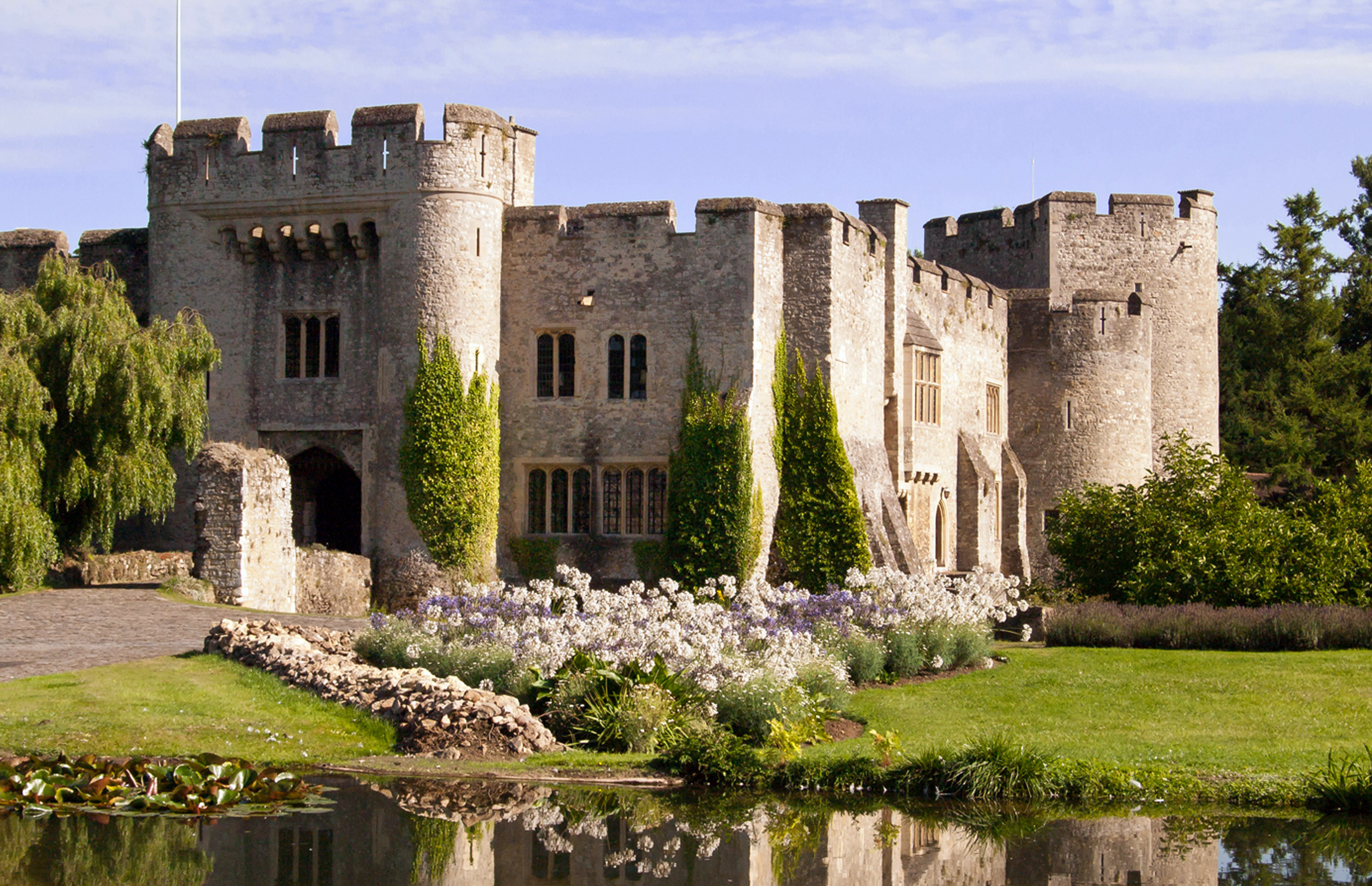
Blick auf Allington Castle

Allington Castle ist eine Burg im Dorf Allington, direkt nördlich von Maidstone in der englischen Grafschaft Kent. Die erste Burg an dieser Stelle war eine nicht autorisierte Festung, die während der Anarchie Anfang des 12. Jahrhunderts errichtet und später im selben Jahrhundert wieder abgerissen wurde, als die königliche Kontrolle wieder etabliert worden war. Sie wurde durch ein Herrenhaus ersetzt, das dann mit königlicher Erlaubnis im 13. Jahrhundert befestigt wurde. Verschiedene Veränderungen und Erweiterungen durch spätere Eigentümer wurden in den darauf folgenden beiden Jahrhunderten ausgeführt. Das Anwesen wurde zu einer Festung mit sechs Türmen ausgebaut, die in unregelmäßigen Abständen entlang einer Kurtine aufgereiht sind. Im Inneren befinden sich die Wohngebäude, darunter einer der ersten Galerien in England. 1554 wurde das Anwesen im Zuge der Enteignung des damaligen Besitzers, Thomas Wyatt dem Jüngeren, von der Krone eingenommen. Grund war seine gescheiterte Verschwörung gegen Königin Maria.
Die Burg verfiel anschließend. Der Verfall wurde durch Brände, Vernachlässigung und Vandalismus noch beschleunigt und bis zum Beginn des war sie größtenteils eine Ruine. In der ersten Hälfte des 20. Jahrhunderts wurde sie durch die Bemühungen von Sir Martin Conway und seiner Gattin gerettet und restauriert. Nach fast einem halben Jahrhundert Belegung durch die Brüder und Schwestern der Karmeliten wurde Allington Castle 1999 wieder ein privates Wohnhaus, wo derzeit Sir Robert Worcester, der Gründer des Marktforschungsunternehmens Ipsos MORI, lebt. English Heritage hat sie als historisches Gebäude I. Grades gelistet. Hochzeitsfeiern finden dort statt, sonst ist die Burg aber nicht öffentlich zugänglich.

## Geschichte

### 12. bis 15. Jahrhundert

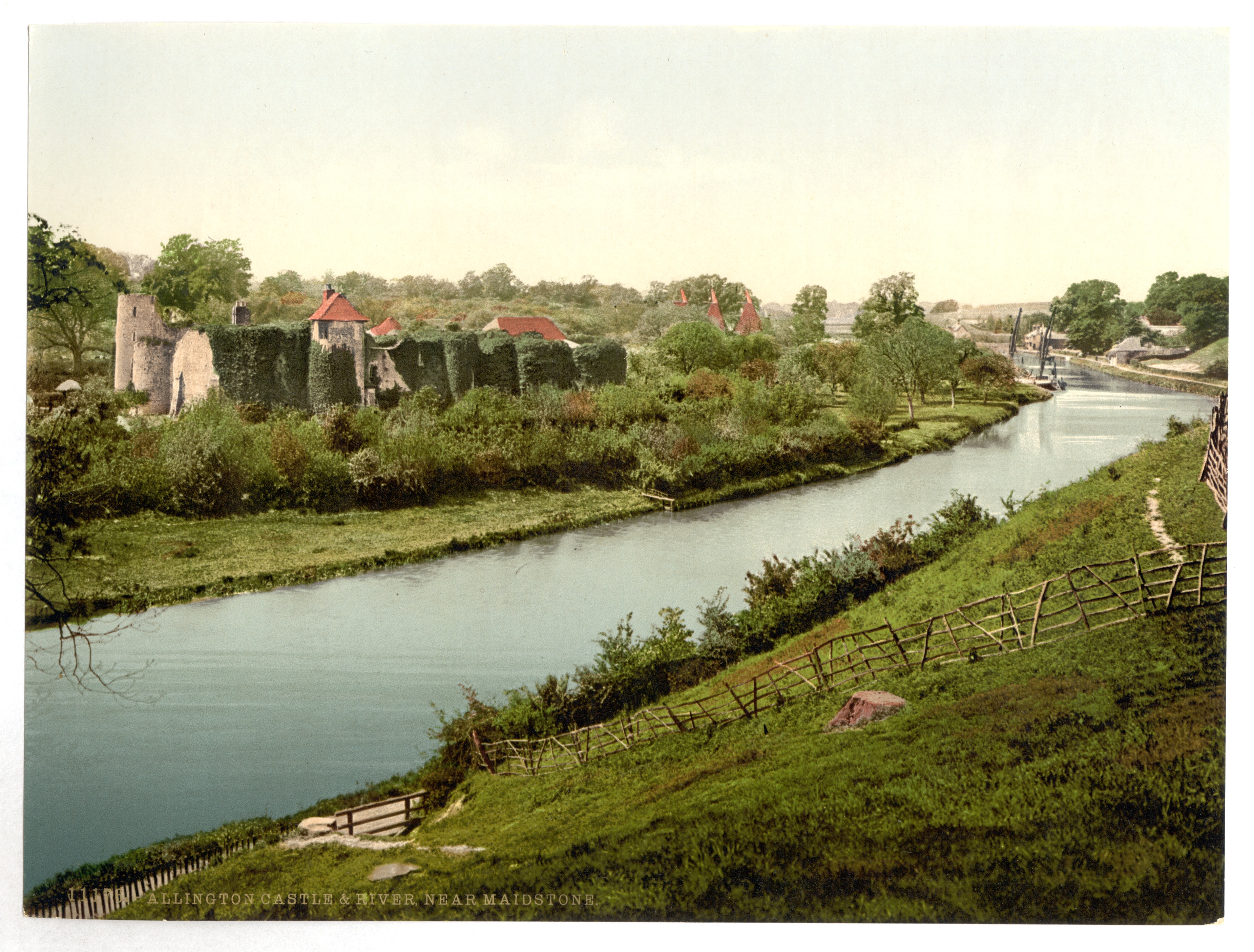
Der Blick auf Allington Castle in den 1890er-Jahren zeigte seine Lage am Fluss

Die erste Burg ließ William de Warenne, 2. Earl of Surrey, in der Regierungszeit von König Stephan in der ersten Hälfte des 12. Jahrhunderts errichten. Sie hatte die Form eines mit einem Burggraben versehenen Erdwalls (möglicherweise auch einer Motte) und wurde auf einem Gelände bei einer Biegung des River Medway, etwa 1,6 km nördlich von Maidstone, errichtet. Die Festung wurde danach noch ausgebaut, aber, da es sich um eine unautorisierte Festung handelte, wurde 1174, in der Regierungszeit von König Heinrich II. ihre Zerstörung angeordnet. An ihrer Stelle wurde ein kleines, unbefestigtes Herrenhaus errichtet.
Die heutige Burg wurde zwischen 1279 und 1299 für Stephen de Penchester, dem Lord Warden of the Cinque Ports, errichtet, der eine königliche Erlaubnis von Eduard I. zur Befestigung seines Hauses (engl.: „Licence to crenellate“) erhalten hatte. Nach dem Tod Penchesters erbte seine Tochter, die in der Familie Cobham verheiratet war, die Burg, die dann bis 1492 in dieser Familie blieb. Den Ausbau des Gebäudes setzte im 13. Jahrhundert Sir Henry de Cobham fort, der die Überreste des alten Herrenhauses in die neue Burg integrieren ließ. Obwohl das Gebäude befestigt war, diente es mehr als Wohnhaus denn als Festung, was man schon am großzügigen – und frühen – Einsatz von Ziegelmauerwerk sehen konnte. Dies mag Stephans Interesse an Essex widergespiegelt haben. Anschließend wurde die Burg aber vernachlässigt; in den Jahren 1398 und 1399 beschreiben sie Dokumente als in sehr schlechtem Zustand.

### Pacht durch die Wyatts
Allington Castle wurde 1492 von Sir Henry Wyatt, einem prominenten Unterstützer von Henry Tudor (dem späteren König Heinrich VII.), erworben. Er ließ größere Umbauten ausführen, z. B. den Hof durch ein zweistöckiges Gebäude – wohl eine der ersten Galerien in England – in zwei ungleiche Teile aufteilen. Er ließ auch an die Kurtine einen halb aus Holz errichteten Block anbauen, der als Küche und Stallung diente. Heinrich VII. besuchte die Burg während Wyatts Pachtzeit. Ebenfalls war König Heinrich VIII. 1527, 1530 und 1536 zu Besuch, Kardinal Thomas Wolsey 1527 und Catherine Parr 1544. Heinrich VIII. soll so besorgt um seine Sicherheit gewesen sein, dass er, als er in jeder Nacht, in der er im Nordostturm zubrachte, den einzigen Zugang zu seinem Schlafgemach, ein Wendeltreppenhaus, durch eine Trockenmauer abriegeln ließ.
Der Sohn Henry Wyatts, Thomas Wyatt der Ältere, wurde 1503 auf Allington Castle geboren, aber 1554 verwirkte sein Sohn, Thomas Wyatt der Jüngere, durch seine erfolglose Rebellion gegen Königin Maria die Burg. Die Verräter hielten ihr erstes Treffen in der Burg vor ihrem Marsch auf London ab. Nach der Niederschlagung der Rebellion wurden viele der erfolglosen Rebellen in der Burg inhaftiert. Sir Thomas Wyatt wurde hingerichtet und der Familie Wyatt der Rest ihrer umfangreichen Besitzungen genommen. Die verbleibenden Familienmitglieder wanderten nach Amerika aus.

### Verfall

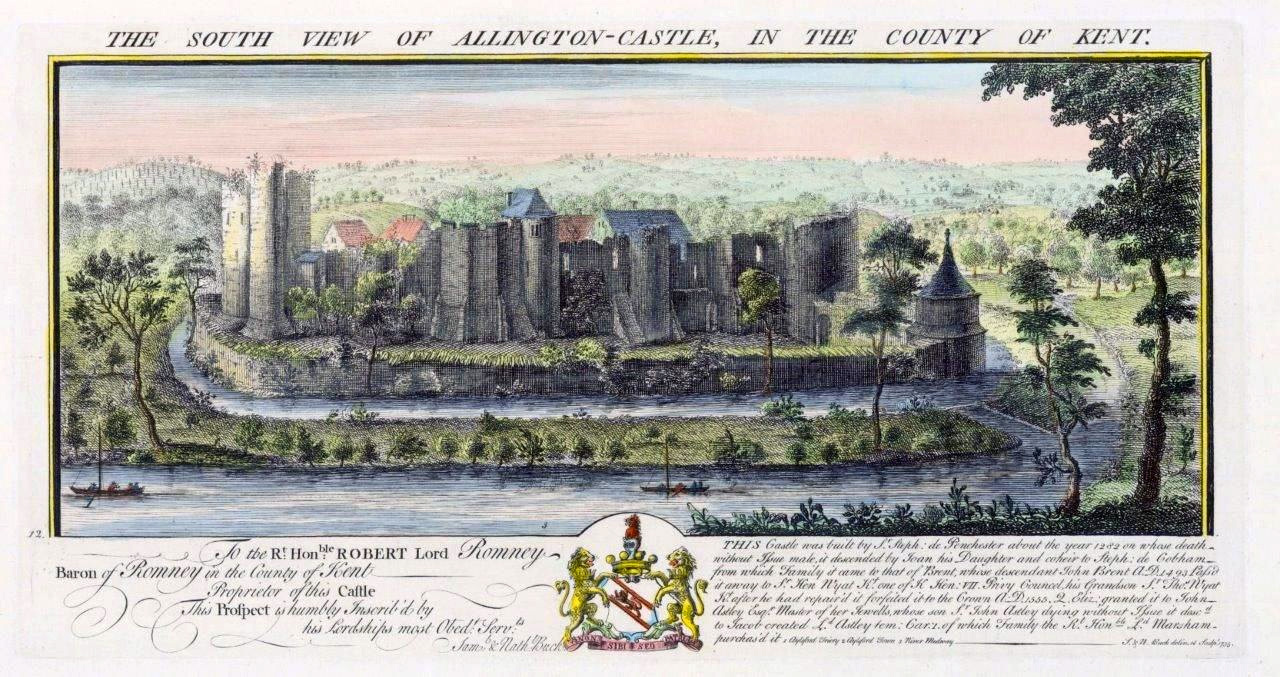
Blick auf Allington Castle 1735

Burg und Grundherrschaft gab Königin Elisabeth I. ihrem „Master of the Jewel Office“, John Astley, zu Lehen, auch wenn der dort gar nicht lebte. Um 1600 wurden zwei Bauernhäuser auf dem Anwesen von Allington Castle gebaut, während die Burg selbst langsam verfiel.
Der größte Teil des Rittersaals und der Nordostflügel fielen in der zweiten Hälfte des 16. Jahrhunderts einem Brandunglück zum Opfer. Anfang des 17. Jahrhunderts ließ ein Pächter namens John Best die Zinnen abreißen und ein halb in Holz errichteten und mit Giebeln versehenes zweites Obergeschoss auf den Ost- und Westflügel als Ersatz für die durch den Brand beschädigten Teile der Burg aufbauen. Die Bests waren Katholiken und nutzten einen Raum im Ostturm als Privatkapelle. Heute noch gibt es ein Priesterloch in der Loggia des Torhauses, ein Zeichen für die Verfolgung, der die Katholiken damals ausgesetzt waren.
1720 kaufte Sir Robert Marsham, 2. Baron Romney, ein Nachfahre der Wyatts, Allington Castle, lebte dort aber nicht und ließ es weiter verfallen. Seine verfallende Erscheinung wurde 1798 von William Turner in Skizzen und Aquarellen festgehalten.
Der obere Teil der Galerie wurde Anfang des 19. Jahrhunderts durch einen weiteren Brand zerstört und den Rest der Burg hätte Charles Marsham, 5. Earl of Romney, beinahe abreißen lassen. Er ließ sich zwar durch den Widerstand örtlicher Einwohner, besonders des Rektors der nahegelegenen Lorenzkirche, von seinem Vorhaben abbringen, aber damals war die Burg schon vollständig ruiniert. Der Penchester-Flügel wurde aufgegeben und diente als Steinbruch für Baumaterialien, während das übriggebliebene Erdgeschoss der Galerie in zwei Bauernhäuser umgebaut wurde.

### Restaurierung

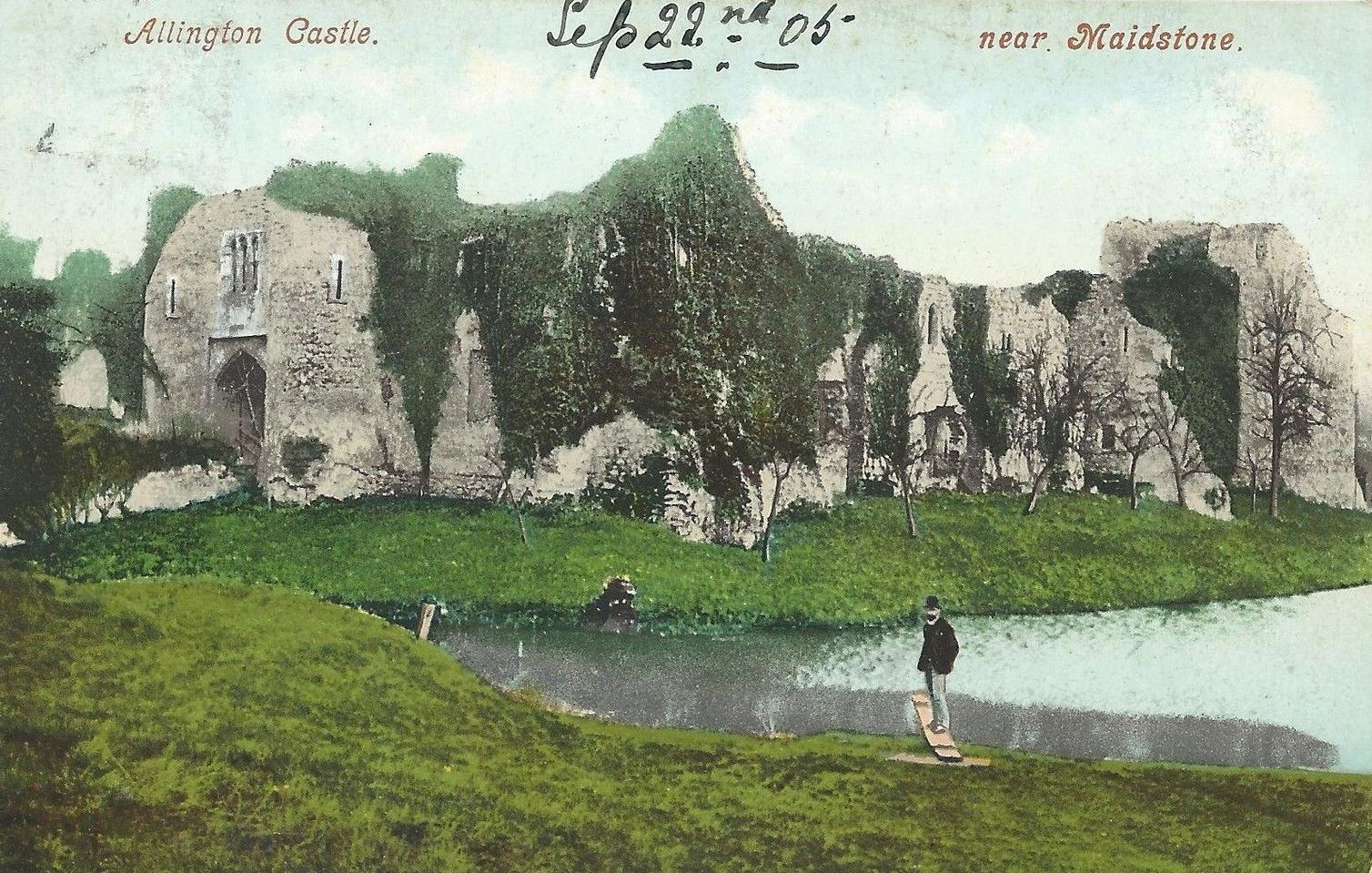
Die Burgruine 1905

Im Jahre 1895 mietete ein pensionierter Londoner Barrister namens Dudley C. Falke die Burg von Lord Romney und machte sich an die langwierige Aufgabe der Restaurierung. Die aber erwies sich als zu teuer für seine Verhältnisse. 1905 wandte er sich an den ausgezeichneten Bergsteiger und Kartografen Sir William Martin Conway (den späteren Lord Conway), von dem er gehört hatte, dass er eine alte Burg oder ein Herrenhaus kaufen wollte. Conway hatte eine Anzeige in den Times geschaltet, in der er angab, dass er „ein altes Herrenhaus oder eine Abtei aus dem 16. Jahrhundert oder früher kaufen wolle“. Die Burg machte einen großartigen Eindruck auf Conway und seine US-amerikanische Gattin Katrina, als sie es das erste Mal sahen:

„Keiner von uns wird je den wunderbaren Junimorgen vergessen, als wir uns aufmachten, diese märchenhafte Burg auf unserem Weg nach Brighton zu besuchen. (...) Kein Zeichen irgendeiner Burg konnte man sehen (obwohl wir offensichtlich schon nahe Medway waren), bis wir um die Ecke bogen, und da war sie direkt vor uns. Ihre Mauern und die fünf sichtbaren Türme waren mit Efeu überwuchert. Der größte Teil des Burggrabens war verfüllt, aber seine Spiegelung war in dem ruhigen Antlitz der verbleibenden Fragmente zu erkennen. (...) Die Schönheit des Ganzen war entzückend. Sie nahm uns den Atem und einen Moment lang waren wir sprachlos. Dann keuchten wir beide: „Natürlich müssen wir sie haben!””

Conway entschloss sich, das Anwesen von Lord Romney zum Preis von £ 4800 zu kaufen und verbrachte die folgenden 30 Jahre damit, die Burg mit Hilfe der Architekten W. D. Caroe und Philip Tilden restaurieren zu lassen. Er war dazu im Stande, weil er und seine Gattin reich waren und seine Bemühungen auch vom Stiefvater seiner Frau, einem reichen Geschäftsmann namens Manton Marble unterstützt wurden. Corbens, eine örtliche Baufirma, wurde mit der Durchführung der Arbeiten beauftragt und konnte traditionelle Handwerker stellen, die die Restaurierung in architektonisch und historisch angemessenem Stil durchführten. Conway selbst und auch seine Tochter Agnes, eine Archäologin, untersuchten die Geschichte der Burg eingehend.
Der größte Teil der Restaurierung wurde bis zum Beginn des Ersten Weltkrieges 1914 fertiggestellt. Torhaus und Penchester-Flügel wurden vollständig restauriert und der alte Donjon wurde ebenfalls größtenteils fertiggestellt. Die Galerie wurde wieder aufgebaut und mit dem Tudor-Haus in den Burgmauern verbunden. Ein altes Taubenhaus auf dem Anwesen wurde restauriert und diente Agnes Conway als Arbeitszimmer. Nach dem Krieg machte sich Conway daran, das Gelände der Burg von der Sammlung baufälliger landwirtschaftlicher Gebäude zu befreien, die sich über die Jahrhunderte direkt außerhalb der Burgmauern angesammelt hatten. Sie wurden durch Pappelhaine und Gärten ersetzt, die Philip Tilden entwarf. Der Rittersaal wurde 1927 neu errichtet und die Restaurierung des Nordostflügels wurde 1932 abgeschlossen.
Lord Conway starb 1937 und seine Tochter Agnes erbte Allington Castle. Zu dieser Zeit waren die Restaurierungsarbeiten wegen Geldmangels eingestellt worden und die Burg wurde von 1936 bis 1946 an den Politiker und Architekten Alfred Bossom verpachtet. Anschließend kehrte Agnes Conway mit ihrem Gatten, ‘’George Horsfield’’, auf die Burg zurück. Nach dem Tod von Agnes 1950 verkaufte ihr Witwer die Burg an den Karmeliterorden der nahegelegenen Aylesford Priory zum Preis von £ 15.000 und so wurde sie ab März 1951 das Heim der Karmeliterbrüder. Darin lag eine gewisse historische Ironie, da die Wyatts bei der Auflösung der englischen Klöster durch Heinrich VIII. die Aylesford Priory erhalten und die Bewohner ihr Eigentum verloren hatten. Nun liefen die Dinge andersherum.

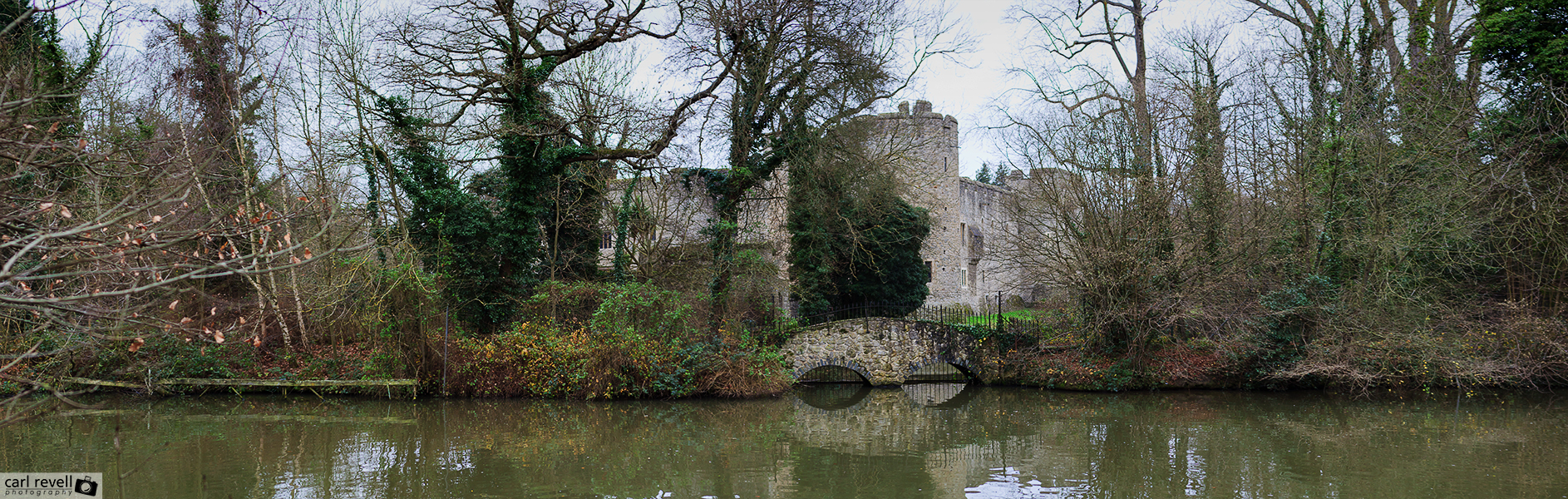
Blick auf Allington Castle vom River Medway aus

Die Burg wurde von 1951 bis 1958 von Institute of Our Lady of Mount Carmel verwaltet, das ein umfangreiches Programm von Reparaturen und Restaurierungen durchführte. Anschließend wurde sie zu einem Zentrum für ökumenische Arbeit, das die mönchische Gemeinde in Aylesford betrieb. Weitere Restaurierungen wurden zur Schaffung von Wohnraum und anderen Einrichtungen für die Bewohner durchgeführt. Im September 1972 wurde Allington Castle eine unabhängige Priorei. Die Brüder verließen die Burg erst 1999. Heute ist sie das Wohnhaus von Sir Robert Worcester, dem Gründer des Marktforschungsunternehmens Ipsos MORI. Die Burg ist nicht öffentlich zugänglich, wird aber für Hochzeitsfeiern vermietet. Seit 1951 gilt Allington Castle als historisches Gebäude I. Grades.

## Architektur

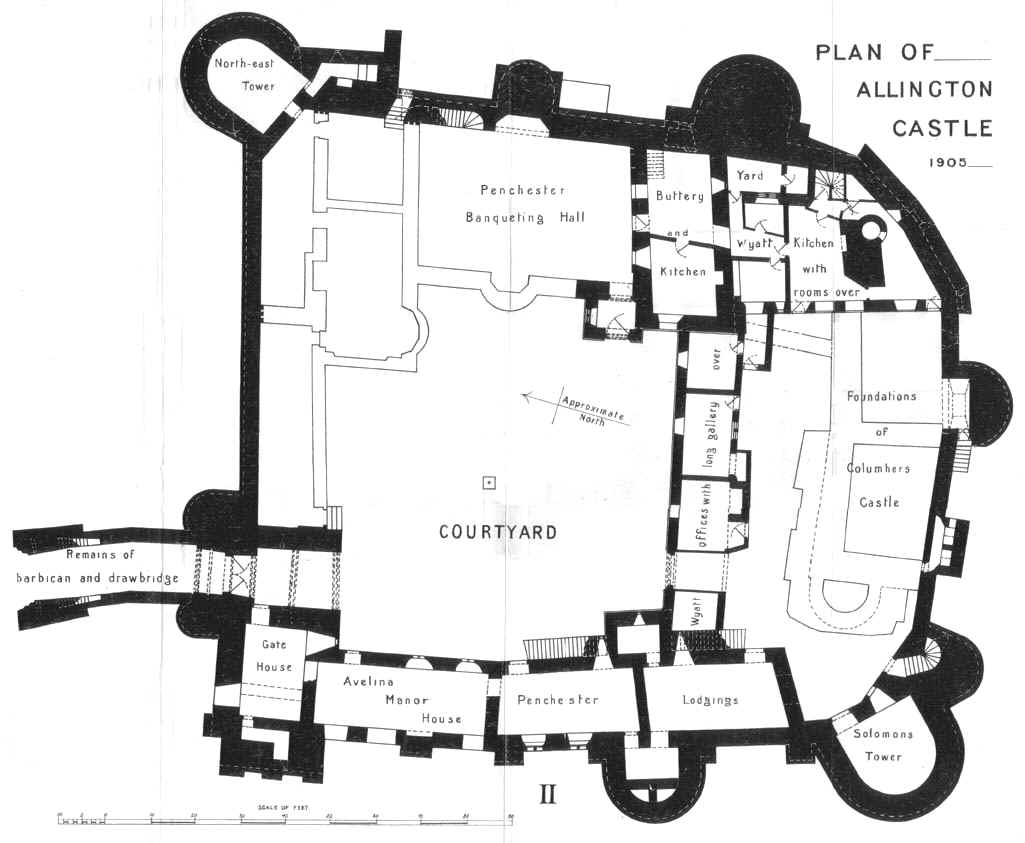
Grundriss von Allington Castle 1906

Allington Castle hat die Form eines unregelmäßigen Parallelogramms mit einer Kurtine mit sechs Rundtürmen unterschiedlicher Größe. Ein Torhaus mit den eingebauten Überresten des ursprünglichen Herrenhauses steht auf der Nordwestseite. Der größte und wichtigste der Türme, der vierstöckige Salomon's Tower, steht an der Südwestseite der Kurtine hervor. Genau im Norden, anschließend an den Westteil der Kurtine, finden sich die Penchester-Gemächer, einer von zwei bis heute erhaltenen Flügel früher Gebäude, die Überreste des früheren Herrenhauses enthalten könnten. Der Bankettsaal und die Hauptgemächer befanden sich an der östlichen Kurtine. Dieser Teil der Burg wurde größtenteils restauriert, nur die Vorhalle aus dem 15. Jahrhundert ist ein Original.
Das Innere der Burg war einst ein einziger, großer, freier Platz, ist aber heute in einen größeren, äußeren Hof und einen kleineren, inneren Hof aufgeteilt. Letzterer war einmal mit Gebäuden an der südlichen Kurtine belegt und war wohl der Standort der ersten Burg auf diesem Anwesen, soweit dies an den Überresten der Fundamente zu erkennen ist, die bei Conways Restaurierungsarbeiten entdeckt wurden. Der Gebäudetrakt, der die beiden Höfe teilt, besteht aus der Galerie im Obergeschoss und Büros darunter. In den Gebäuden in der Südostecke waren die Küchen und ein Getränkelager untergebracht, sowie Räume darüber. Der Burggraben war einst geflutet und eine Zugbrücke überspannte ihn an der Einfahrt in die Burg. Sie war mit einem Fallgatter bestückt. Die Ruine der Barbakane kann man an der Außenseite des Grabens sehen. In einiger Entfernung von der Südwestseite der Burg befindet sich ein niederer Mound. Mehr ist nicht von der Motte aus dem 12. Jahrhundert übriggeblieben.